# María Ángela Franco Mata
María Ángela Franco Mata (Astorga, 30 de noviembre de 1944) ha sido directora del Departamento de Antigüedades Medievales del Museo Arqueológico Nacional, desde 1987 hasta su jubilación en noviembre de 2014 Es Jefa honoraria Sección.

## Reseña biográfica
Ángela Franco Mata nació en Astorga, el 30 de noviembre de 1944. Después de cursar la licenciatura llevó a cabo, bajo la dirección de J. María de Azcárate, el estudio e investigación de su tesis doctoral con la que alcanzó, en 1976, el grado de doctora por la Universidad Complutense de Madrid. Ingresó en el Cuerpo de Conservadores en museos, en 1981, tras haber aprobado en turno libre, la oposición convocada para cubrir la vacante en el Museo de Santa Cruz de Toledo. Allí permaneció hasta enero de 1984 en que logró el traslado, en concurso de méritos, para cubrir la vacante en el Museo Arqueológico Nacional, sección Arqueología Medieval Cristiana de España. llegando a ser directora del Departamento de Antigüedades Medievales y Jefa honoraria desde su jubilación.

## Reseña bibliográfica
Franco Mata ha desarrollado una intensa actividad investigadora y divulgadora, habiendo publicado desde 1975 hasta 2015 numerosos artículos de revistas, colaboraciones en obras colectivas y libros.

### Eboraria
Se la considera una de las tres especialistas en marfiles hispanos, continuadoras de la obra de José Ferrandis. Sus publicaciones son
necesarias para comprender la labor de eboraria en los talleres de León y San Millán de la Cogolla
- El Tesoro de San Isidoro y la monarquía leonesa(1991)
- Filiación renana de crucifijos góticos españoles del siglo XV(1993)
- La eboraria de los reinos hispánicos durante los siglos XI y XII(1998)
- Bote de Zamora (2001)
- Liturgia hispánica y marfiles. Talleres de León y San Millán de la Cogolla en el siglo XI(2006)
- Eboraria en los reinos hispánicos en los siglos XI y XII y su reflejo en el museo arqueológico nacional (2008)
- Iconografía jacobea en azabache(2005)
- Los azabaches del Museo Arqueológico Nacional: objetos de peregrinación, de devoción y de adorno(1986)
- Un tipo de cruz de plata de taller burgalés del siglo XV y probables derivaciones(1994)
- Pie de cruz o relicario (1995)

### Escultura gótica en León
En 1978 publicó parcialmente su tesis doctoral con el título Escultura gótica en León, centrada en la obra escultórica de la Catedral de León y la escultura funeraria en la provincia leonesa. Durante los siguientes 20 años Ángela Franco amplió sus investigaciones y fue publicando el resultado de las mismas. Es una reconocida experta en escultuta gótica
- Elementos decorativos secundarios en la catedral de León a finales del siglo XV y comienzos del XVI durante el maestrazgo de Juan de Badajoz el Viejo (1977)
- Escultura gótica exenta en el interior del catedral de León (1977)
- Claustro gótico. Itinerario para la liturgia (2002)
- El claustro de la Catedral de León: su significación en el contexto litúrgico y devocional (2004)
- Nuevas aportaciones sobre las portadas de la catedral de León (2010)
- Escultura gótica en León y provincia.  En 1998 publicó una nueva edición corregida y aumentada y con el título parcialmente variado, que «es en realidad "una obra nueva"», en opinión de Ara Gil.[7]

Sus investigaciones se enriquecieron, entre otras razones porque en el Museo Arqueológico Nacional es donde se conserva la mayor cantidad de obras de arte medieval leonés. Franco Mata llevó a cabo la catalogación que se publicó como “Catálogo de la escultura gótica en el Museo Arqueológico Nacional“. Fruto de este trabajo es el libro "arte leonés, siglos XIV a XVI, fuera de León" en el que tras el capítulo que dedica a algunas consideraciones del arte medieval, descubre al lector las obras leonesas que están en otras instituciones y colecciones, dedicando un capítulo a las obras desaparecidas o de filiación dudosa.

El ser humano pierde frecuentemente el sentido de tal, y sustituye la generosidad, que lo ennoblece en el marco del bien común, por la preferencia de la apropiación de los bienes ajenos, con legalidad o sin ella.(Ángela Franco Mata)